# Muizon
Muizon – miejscowość i gmina we Francji, w regionie Grand Est, w departamencie Marna.
Według danych na rok 1990 gminę zamieszkiwało 2255 osób, a gęstość zaludnienia wynosiła 315 osób/km².